# Makiawelizm (polityka)

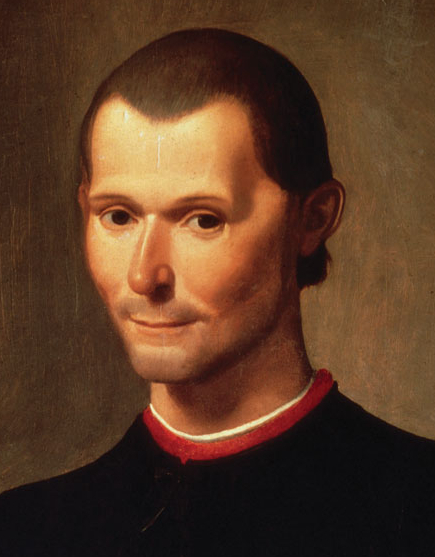
Portret Niccola Machiavellego.

Makiawelizm – doktryna polityczna sformułowana przez Niccola Machiavellego, autora Księcia. Głosi ona, że najważniejszym celem w polityce jest racja państwa. Aby ją osiągnąć można korzystać z wszelkich dostępnych środków (także np. podstępu i okrucieństwa). Synonim bezwzględnego postępowania w myśl hasła „cel uświęca środki”. 
Polityka według Machiavellego to sztuka skutecznego działania, która musi być oddzielona od moralności – w polityce chodzi o skuteczność, a nie o czynienie dobra. Mąż stanu, aby prowadzić skuteczną politykę, musi także sięgać po środki i metody sprzeczne z zasadami moralnymi. Rządzenie powinno polegać na wytwarzaniu przeświadczenia, że działania rządzącego są w istocie dobre. 
Władca powinien zachowywać pozory łaskawości, prawości, człowieczeństwa, a siłę i terror powinien łączyć z podstępem i zdradą. Pożądane jest, by poddani szanowali i kochali swojego władcę, a przynajmniej – by wywoływał on lęk.